# Gerber-fil
En Gerber-fil er et filformat som anvendes af maskiner ved produktion af printkort for at skabe mønsteret af de elektriske forbindelser som fx ledningsbaner, via, og flader til at lodde komponentben (pads). Yderligere indeholder filen information om borehuller og fræsning af det færdige printkort.
Disse filer skabes af EDA-software til printkortlayout som fx KiCad, og sendes herefter til fabrikanter som henter filerne ind i de rette maskiner for hver trin af produktionsprocessen. Filerne kan endda skrives ud på fx laserprintere på transparente media.
Gerber-filformatet udvikledes af Gerber Systems Corp. Gerber filformatet ejes nu af Ucamco, tidligere Barco ETS.
Ucamco fremhæver revideringer af specifikationen fra tid til anden.

Den nuværende Gerber specifikation for et filformat er revision I1 fra december 2012. Gerber specifikation kan frit hentes fra Ucamco.
Det findes to versioner:
- Extended Gerber, eller RS-274X, anvendes almindeligvis i dag.
- Standard Gerber, den tidligere version var en delmængde af EIA RS-274-D NC-standarden. Den er forældet og erstattes af RS-274X.[5]